# Lovačka čeka grofa Stjepana Erdodyja (Jastrebarsko)
Lovačka čeka grofa Stjepana Erdodyja (Jastrebarsko), građevina u mjestu i gradu Jastrebarsko, zaštićeno kulturno dobro.

## Opis
Lovačka čeka grofa Stjepana Erdődyja nalazi se usred ograđenog voćnjaka u sjeverozapadnom dijelu Jastrebarskog. Pretpostavlja se da je sagrađena oko 1892. godine na mjestu prethodno uništene hrastove duplje koja je služila istoj svrsi. Perimetralni zidovi izvedeni su od armiranog betona u koji su mjestimično ugrađeni fragmenti opeke i lokalnoga kamena. Rustikalno oblikovana vanjština oponaša strukturu kore hrastovog debla koje ima isječenu krošnju te je djelomično obraslo naturalistički izvedenim žilama bršljana. Za razliku od grubo oblikovanog eksterijera, unutrašnji zidovi čeke izvedeni su u betonu finije granulacije. Nepravilno oblikovani otvori na vanjštini simuliraju rupe probijene u deblu. U svrhu zaštite od atmosferilija, ti su otvori sa svoje unutarnje strane imali djelomično sačuvane pravokutne drvene okvire sa staklenom ispunom. Lovačka čeka sačuvana je u izvornom stanju te predstavlja jednu od najranijih te rijetko sačuvanih građevina takve vrste u Hrvatskoj i izvan njezinih granica zbog čega ima kulturno-povijesnu, arhitektonsku i ambijentalnu vrijednost.

## Zaštita
Pod oznakom Z-xxxx zaveden je kao nepokretno kulturno dobro - pojedinačno, pravna statusa zaštićena kulturnog dobra, klasificirano kao "sakralna graditeljska baština".